# Festival Internacional de Cine de Venecia de 2000
La 57.ª edición del Festival Internacional de Cine de Venecia tuvo lugar entre el 29 de agosto y el 9 de septiembre de 2000.

## Jurados
Las siguientes personas fueron seleccionadas para formar parte del jurado de esta edición:
Sección oficial
- Miloš Forman (Presidente)
- Jennifer Jason Leigh
- Samira Makhmalbaf
- Tahar Ben Jelloun
- Giuseppe Bertolucci
- Claude Chabrol
- Andreas Kilb

Premio Luigi De Laurentiis a la mejor ópera primaː
- Mimmo Calopresti (Presidente)
- Atom Egoyan
- Bill Krohn
- Chiara Mastroianni
- Peter Mullan

Cortometrajesː
- Georges Bollon (Presidenta)
- Giuseppe Piccioni
- Nina Proll

## Películas

### Selección oficial

#### En Competición
Las películas siguientes compitieron para el León de Oro:
| Título en España           | Título original           | Director(es)          | País                                                   |
| -------------------------- | ------------------------- | --------------------- | ------------------------------------------------------ |
| Antes que anochezca        | Before Night Falls        | Julian Schnabel       | Estados Unidos                                         |
| La comedia de la inocencia | Comédie de l'innocence    | Raoul Ruiz            | Francia                                                |
| Denti                      | Denti                     | Gabriele Salvatores   | Italia                                                 |
| Dr. T y las mujeres        | Dr. T & the Women         | Robert Altman         | Estados Unidos                                         |
| El círculo                 | Dayereh                   | Jafar Panahi          | Irán                                                   |
| Durian Durian              | Liulian piao piao         | Fruit Chan            | Hong Kong                                              |
| El fantasma                | O Fantasma                | João Pedro Rodrigues  | Portugal                                               |
| Freedom                    | Laisvė                    | Sharunas Bartas       | Lituania, Francia, Portugal                            |
| La diosa del asfalto       | The Goddess of 1967       | Clara Law             | Australia                                              |
| La lengua del santo        | La lingua del santo       | Carlo Mazzacurati     | Italia                                                 |
| La isla                    | Seom                      | Ki-duk Kim            | Corea del Sur                                          |
| El partisano Johnny        | Il partigiano Johnny      | Guido Chiesa          | Italia                                                 |
| Liam                       | Liam                      | Stephen Frears        | Estados Unidos, Reino Unido, Alemania, Italia, Francia |
| Vidas furtivas             | The Man Who Cried         | Sally Potter          | Reino Unido, Francia                                   |
| Los cien pasos             | I cento passi             | Marco Tullio Giordana | Italia                                                 |
| La virgen de los sicarios  | La virgen de los sicarios | Barbet Schroeder      | Colombia, España, Francia                              |
| Platform                   | Zhantai                   | Jia Zhangke           | China                                                  |
| Según Matthieu             | Selon Matthieu            | Xavier Beauvois       | Francia                                                |
| Uttara                     | Uttara                    | Buddhadev Dasgupta    | India                                                  |
| Palabra y utopía           | Palavra e Utopia          | Manoel de Oliveira    | Portugal                                               |

#### Fuera de competición
Las películas siguientes fueron seleccionadas para ser exhibidas fuera de competición:
Largometrajes
| Título en español        | Título original          | Director(es)    | País           |
| ------------------------ | ------------------------ | --------------- | -------------- |
| Brother                  | Brother                  | Takeshi Kitano  | Japón          |
| Calle 54                 | Calle 54                 | Fernando Trueba | España         |
| Mi viaje a Italia        | Il mio viaggio in Italia | Martin Scorsese | Italia         |
| Gracias por el chocolate | Merci pour le chocolat   | Claude Chabrol  | Francia        |
| Granujas de medio pelo   | Small Time Crooks        | Woody Allen     | Estados Unidos |
| Vengo                    | Vengo                    | Tony Gatlif     | Francia        |

Proyecciones especiales
| Título en español                           | Título original                             | Director(es)                             | País   |
| ------------------------------------------- | ------------------------------------------- | ---------------------------------------- | ------ |
| The State of the Dead                       | Drzava mrtvih                               | Zivojin Pavlovic, Dinko Tucakovic        | Serbia |
| Jung (War) in the Land of the Mujaheddin    | Jung (War) in the Land of the Mujaheddin    | Fabrizio Lazzaretti, Alberto Vendemmiati | Italia |
| Federico Fellini: Un autoritratto ritrovato | Federico Fellini: Un autoritratto ritrovato | Paquito Del Bosco                        | Italia |

#### Corto Cortissimo
Los siguientes cortometrajes fueron exhibidas en la sección de Corto Cortissimo:
| Título original                     | Director              | País          |
| ----------------------------------- | --------------------- | ------------- |
| A Telephone Call for Genevieve Snow | Peter Long            | Australia     |
| C'est pour bientôt'                 | Nader Takmil Homayoun | Francia       |
| It's a Goat's Lifeǃ                 | Enrico Lando          | Italia        |
| Jahwasang 2000                      | Sang-yeol Lee         | Corea del Sur |
| Money, Fear and Justice             | Tom Hopkins           | Irlanda       |
| Nae sarang sing ja driver           | Ki-ho Ha              | Corea del Sur |
| Nichego strashnogo                  | Ulyana Shilkina       | Rusia         |
| Oberstube                           | Sebastian Winkels     | Alemania      |
| Quandio si chiudono gli occhi       | Beniamino Catena      | Italia        |
| Sem movimento                       | Sandro Aguilar        | Brasil        |
| Swamohita                           | Sidharth Srinivasan   | India         |
| Trajets                             | Faouzi Bensaïdi       | Francia       |
| Via crucis                          | Serge Denoncourt      | Canadá        |
| Warmth                              | Michael Schaerer      | Suiza         |

#### Cinema del Presente
Una selección oficial que destacan por su "intento de innovación, originalidad creativa o lenguaje cinematográfico alternativo" 
| Título español                     | Título original                    | Director(es)        | País de producción |
| ---------------------------------- | ---------------------------------- | ------------------- | ------------------ |
| Adanggaman                         | Adanggaman                         | Roger Gnoan M'Bala  | Costa de Marfil    |
| Animali che attraversano la strada | Animali che attraversano la strada | Isabella Sandri     | Italia             |
| Clint Eastwood: Out of the Shadows | Clint Eastwood: Out of the Shadows | Bruce Ricker        | Estados Unidos     |
| The State I Am In                  | Die Innere Sicherheit              | Christian Petzold   | Alemania           |
| Verano romano                      | Estate romana                      | Matteo Garrone      | Italia             |
| Esperando al Mesías                | Esperando al Mesías                | Daniel Burman       | Argentina          |
| ¡Quiero ser famosa!                | Iedereen Beroemd!                  | Dominique Deruddere | Bélgica            |
| Last Resort                        | Last Resort                        | Paweł Pawlikowski   | Reino Unido        |
| La ciudad está tranquila           | La ville est tranquille            | Robert Guédiguian   | Francia            |
| Moscow                             | Moskva                             | Alexander Zeldovich | Rusia              |
| El pequeño Otik                    | Otesánek                           | Jan Svankmajer      | República Checa    |
| My generation                      | My generation                      | Barbara Kopple      | Estados Unidos     |
| Placido Rizzotto                   | Placido Rizzotto                   | Pasquale Scimeca    | Italia             |
| Pollock                            | Pollock                            | Ed Harris           | Estados Unidos     |
| Memento                            | Memento                            | Christopher Nolan   | Estados Unidos     |
| Possible Worlds                    | Possible Worlds                    | Robert Lepage       | Canadá             |
| Samia                              | Samia                              | Philippe Faucon     | Francia            |
| Suspicious River                   | Suspicious River                   | Lynne Stopkewich    | Canadá             |
| Estafadores                        | The Prime Gig                      | Gregory Mosher      | Estados Unidos     |
| Juntos                             | Tillsammans                        | Lukas Moodysson     | Suecia             |
| Tomás está enamorado               | Thomas est amoureux                | Pierre-Paul Renders | Bélgica            |

### Sogni e visioni
Seleccionados:
| Título español            | Título original              | Director(es)    | País de producción |
| ------------------------- | ---------------------------- | --------------- | ------------------ |
| La princesa y el guerrero | Der Krieger und die Kaiserin | Tom Tykwer      | Alemania           |
| Plata quemada             | Plata quemada                | Marcelo Piñeyro | Argentina          |
| Sade                      | Sade                         | Benoît Jacquot  | Francia            |
| Shun Liu Ni Liu           | Shun Liu Ni Liu              | Tsui Hark       | China              |
| Sud Side Stori            | Sud Side Stori               | Roberta Torre   | Italia             |
| The Cell                  | The Cell                     | Tarsem Singh    | Estados Unidos     |
| U-571                     | U-571                        | Jonathan Mostow | Estados Unidos     |
| Lo que la verdad esconde  | What Lies Beneath            | Robert Zemeckis | Estados Unidos     |

#### Nuovi Territori
Las siguientes películas fueron seleccionados para la sección Nuovi Territori:
Largometrajes de ficción
| Título español                                    | Título original                                   | Director(es)                                              | País de producción |
| ------------------------------------------------- | ------------------------------------------------- | --------------------------------------------------------- | ------------------ |
| Blancanieves                                      | Branca de Neve                                    | João César Monteiro                                       | Portugal           |
| Endgame                                           | Endgame                                           | Conor McPherson                                           | Reino Unido        |
| Dastan Hay-e Jazireh                              | Dastan Hay-e Jazireh                              | Dariush Mehrjui, Mohsen Makhmalbaf, Shahabodin Farokh Yar | Irán               |
| Fare la vita                                      | Fare la vita                                      | Tonino De Bernardi                                        | Italia             |
| Happy Days                                        | Happy Days                                        | Patricia Rozema                                           | Irlanda            |
| Invocación                                        | Invocación                                        | Héctor Faver                                              | España             |
| MacBeth sangrador                                 | MacBeth sangrador                                 | Leonardo Henríquez                                        | Venezuela          |
| Monos como Becky                                  | Mones com la Becky                                | Joaquím Jordá, Núria Villazán                             | España             |
| O Rap do Pequeno Príncipe Contra as Almas Sebosas | O Rap do Pequeno Príncipe Contra as Almas Sebosas | Paulo Caldas, Marcelo Luna                                | Brasil             |
| Pie in the Sky: The Brigid Berlin Story           | Pie in the Sky: The Brigid Berlin Story           | Shelly Dunn Fremont, Vincent Fremont                      | Estados Unidos     |
| The Young and the Dead                            | The Young and the Dead                            | Shari Springer Berman, Robert Pulcini                     | Estados Unidos     |

Largometrajes no-ficción
| Título español      | Título original     | Director(es)     | País de producción |
| ------------------- | ------------------- | ---------------- | ------------------ |
| Currency and blonde | Currency and blonde | Rokuro Mochizuki | Japón              |
| Die Wahlkämpferin   | Die Wahlkämpferin   | Helmut Grasser   | Austria            |
| Oshima'99           | Oshima'99           | Naoe Gozu        | Japón              |

Cortometrajes-Mediometrajes ficción
| Título original                       | Duración | Director(es)                                                     | País           |
| ------------------------------------- | -------- | ---------------------------------------------------------------- | -------------- |
| Afterwords                            | 20'      | Gianfranco Rosi, Carlos Martinez Casas, Jean-Sébastien Lallemand | Italia         |
| Baobab                                | 25'      | Laurence Attali                                                  | Francia        |
| Catastrophe                           | 6'       | David Mamet                                                      | Irlanda        |
| Ja ciajka                             | 53'      | Georgi Paradzhanov                                               | Rusia          |
| Krapp's Last Tape                     | 58'      | Atom Egoyan                                                      | Irlanda        |
| Persian Series #9                     | 3'       | Stan Brakhage                                                    | Estados Unidos |
| Play                                  | 14'      | Anthony Minghella                                                | Estados Unidos |
| Rockaby                               | 14'      | Richard Eyre                                                     | Irlanda        |
| Saamueli internet                     | 28'      | Piret Saarepuu, Riho Unt                                         | Estonia        |
| Water for maya                        | 5'       | Stan Brakhage                                                    | Estados Unidos |
| The God of Day Had Gone Down Upon Him | 60'      | Stan Brakhage                                                    | Estados Unidos |
| What where                            | 13'      | Damien O'Donnell                                                 | Irlanda        |

Cortometrajes-Mediometrajes no-ficción
| Título original                              | Duración | Director(es)                              | País           |
| -------------------------------------------- | -------- | ----------------------------------------- | -------------- |
| 10.You're Soaking in It                      | 24'      | Errol Morris                              | Estados Unidos |
| 1.The Killer Inside Me                       | 24'      | Errol Morris                              | Estados Unidos |
| 2.I Dismember Mama                           | 24'      | Errol Morris                              | Estados Unidos |
| 3.The stalker                                | 24'      | Errol Morris                              | Estados Unidos |
| 4.The parrot                                 | 24'      | Errol Morris                              | Estados Unidos |
| 5.Eyeball to eyeball                         | 24'      | Errol Morris                              | Estados Unidos |
| 6.Smailing in a jar                          | 24'      | Errol Morris                              | Estados Unidos |
| 7.In the kingdom of the Unabomber            | 24'      | Errol Morris                              | Estados Unidos |
| 8.Mr. Debt                                   | 24'      | Errol Morris                              | Estados Unidos |
| 9.The little gray man                        | 24'      | Errol Morris                              | Estados Unidos |
| Dolce                                        | 60'      | Aleksandr Sokurov                         | Rusia          |
| Elogio del Sudicio                           | 7'       | Vito Zagarrio                             | Italia         |
| Eredità di una revolizione                   | 60'      | Luca Pastore                              | Italia         |
| Ferie - Gli Italiani e le Vacanze            | 26'      | Gianfranco Pannone                        | Italia         |
| Ferreri, I Love You                          | 55'      | Fiorella Infascelli                       | Italia         |
| First person                                 | 24'      | Errol Morris                              | Estados Unidos |
| Giuseppe Tornatore: a dream dreamt in Sicily | 52'      | Marc Evans                                | Italia         |
| Ho il rifiuto                                | 6'       | Giovanni Davide Maderna, Carolina Freschi | Italia         |
| Marisa                                       | 9'       | Jacopo Quadri                             | Italia         |
| Monda Mondo                                  | 7'       | Daniele Segre                             | Italia         |
| Non ho tempo                                 | 11'      | Margherita Buy, Giuseppe Piccioni         | Italia         |
| Nostalgia                                    | 5'       | Nina di Majo                              | Italia         |
| Ouaga, capitale del cinema                   | 60'      | Mohamed Challouf                          | Italia         |
| Pasji život                                  | 26'      | Michko Netchak                            | Francia        |
| Protagonisti, I Diritti del '900             | 60'      | Daniele Segre                             | Italia         |
| Russian Dreams                               | 11'      | Sergei Ovcharov                           | Rusia          |
| Standards                                    | 26'      | Dan Boord, Luis Valdovino                 | Estados Unidos |
| The sound of Claudia Schiffer                | 16'      | Nicolas Roeg                              | Reino Unido    |
| Zero crossing                                | 40'      | Johannes Holzhausen                       | Austria        |

## Secciones independientes

### Semana Internacional de la Crítica
Las películas siguientes fueron seleccionadas para la 15.ª Semana Internacional de la Crítica del Festival de Cine de Venecia:
| Título en España         | Título original             | Director(es)        | País      |
| ------------------------ | --------------------------- | ------------------- | --------- |
| Felicidades              | Felicidades                 | Lucho Bender        | Argentina |
| La faute à Voltaire      | La faute à Voltaire         | Abdellatif Kechiche | Francia   |
| Más allá de los ojos     | Lontano in fondo agli occhi | Giuseppe Rocca      | Italia    |
| Noites                   | Noites                      | Cláudia Tomaz       | Portugal  |
| The Day I Became a Woman | Roozi ke zan shodam         | Marzieh Meshkini    | Irán      |
| Scoutman                 | Pain                        | Masato Ishioka      | Japón     |
| Puedes contar conmigo    | You Can Count On Me         | Yan Yan Mak         | Hong Kong |

## Retrospectivas
Pasado Presente
| Título español               | Título original              | Director            | Año  |
| ---------------------------- | ---------------------------- | ------------------- | ---- |
| Bertolucci secondo il cinema | Bertolucci secondo il cinema | Gianni Amelio       | 1976 |
| Christus                     | Christus                     | Giulio Antamoro     | 1916 |
| Due dollari al chilo         | Due dollari al chilo         | Paolo Lipari        | 2000 |
| Le mascot'                   | Le mascot'                   | Wladyslaw Starewicz | 1926 |
| Un monde agité               | Un monde agité               | Alain Fleischer     | 2000 |

## Premios

### Sección oficial-Venecia 57
Las siguientes películas fueron premiadas en el festival:
- León de Oro a la mejor película: El círculo de Jafar Panahi
- Premio especial del Jurado: Antes que anochezca de Julian Schnabel
- León de Plata a la mejor dirección: Buddhadev Dasgupta por Uttara
- Copa Volpi al mejor actor: Javier Bardem por Antes que anochezca
- Copa Volpi a la mejor actriz:  Rose Byrne por La diosa del asfalto
- Premio Marcello Mastroianni al mejor actor o actriz revelación: Megan Burns por Liam
- Premio Luigi De Laurentiis: La faute à Voltaire de Abdellatif Kechiche
- Premio Ossella al mejor guion:  Claudio Fava, Marco Tullio Giordana y Monica Zapelli por Los cien pasos
- León de Oro a la trayectoria: Clint Eastwood
- Léon de plata al mejor cortometraje: A Telephone Call for Genevieve Snow de Peter Long

Mención especialː Faouzi Bensaïdi por The Rain Line
Mención especialː Sandro Aguilar por Sem Movimento
- Medalla de oro del Presidente del Senado italiano: La virgen de los sicarios de Barbet Schroeder

### Otros premios
Las siguientes películas fueron premiadas en otros premios de la edición: 
- Premio FIPRESCI:
  - Mejor ópera primera: Tomás está enamorado de Pierre-Paul Renders
  - Mejor película: El círculo de Jafar Panahi
- Premio OCIC: Liam de Stephen Frears

Mención especialː Antes que anochezca de Julian Schnabel
Mención especialː El círculo de Jafar Panahi
- Premio Netpac: Platform  de Jia Zhangke

Mención especialː La isla de Ki-duk Kim
- Premio Don Quixote: Protagonisti, i diritti del '900 de Daniele Segre
- Premio UNICEF: El círculo de Jafar Panahi
- Premio UNESCO: The Day I Became a Woman de Marzieh Meshkini
- Premio Pasinetti:
  - Mejor Film: Los cien pasos de Marco Tullio Giordana
  - Mejor Actor: Antonio Albanese and Fabrizio Bentivoglio por  La lengua del santo
  - Mejor actriz: El círculo (Fereshteh Sadre Orafaee, Fatemeh Naghavi, Nargess Mamizadeh, Maryiam Palvin Almani, Mojgan Faramarzi, Elham Saboktakin, Monir Arab, Maedeh Tahmasebi, Maryam Shayegan, Khadijeh Moradi, Negar Ghadyani y Solmaz Panahi)
- Premio Pietro Bianchi: Gillo Pontecorvo
- Premio Isvemaː The Day I Became a Woman de Marzieh Meshkini
- Premio FEDIC: Placido Rizzotto de Pasquale Scimeca
- Pequeño León de Oro: Los cien pasos de Marco Tullio Giordana
- Premio Cult Network Italia: Noites de Cláudia Tomaz
- Premio FilmCritica "Bastone Bianco": Palabra y utopía de Manoel de Oliveira
- Premio CinemAvvenire:
  - Mejor película en la relación hombre-naturaleza: Freedom de Sharunas Bartas
  - Mejor película: Los cien pasos de Marco Tullio Giordana
  - Mejor ópera primera: The Day I Became a Woman de Marzieh Meshkini
- Premio Future Film Festival Digital: Shun Liu Ni Liu de Hark Tsui

Mención especialː Denti de Gabriele Salvatores
- Premio Laterna Magica: Tomás está enamorado de Pierre-Paul Renders
- Premio Sergio Trasatti: El círculo de Jafar Panahi
- Premio Rota Soundtrack: Carter Burwell por Antes que anochezca
- Premio Cine por la paz: La faute à Voltaire de Abdellatif Kechiche
- Premio Children and Cinema: El partisano Johnny de Guido Chiesa
- Premio especial de dirección: Buddhadev Dasgupta por Uttara